# این (روستا)
این (به هلندی: Een) یک منطقهٔ مسکونی در هلند است که در نوردن‌فلد واقع شده‌است. این ۸۲۹ نفر جمعیت دارد.